# Camilo Romero
Camilo Romero Mora (ur. 30 marca 1970 w Guadalajarze) – meksykański piłkarz występujący na pozycji lewego obrońcy, w późniejszym czasie trener.

## Kariera klubowa
Romero pochodzi z Guadalajary i jest wychowankiem tamtejszego zespołu piłkarskiego Chivas de Guadalajara. W meksykańskiej Primera División zadebiutował 25 maja 1991 w przegranym 0:1 spotkaniu derbowym z Atlasem, natomiast pierwszego gola strzelił 7 marca 1993 w przegranej 1:4 konfrontacji z Pueblą. Nie mogąc wywalczyć sobie miejsca w wyjściowej jedenastce Chivas, był wypożyczany do słabszych zespołów z pierwszej ligi – Querétaro FC i Monarcas Morelia. W sezonie Verano 1997 osiągnął jedyne w karierze mistrzostwo Meksyku, będąc podstawowym graczem swojej ekipy. Ogółem barwy Chivas reprezentował przez niemal osiem lat, z dwoma rocznymi przerwami, zdobywając cztery bramki w 134 ligowych konfrontacjach.
Latem 1998 Romero przeszedł do drużyny Club León, której zawodnikiem był przez dwa lata, z półroczną przerwą na występy w Toros Neza. Po krótkim epizodzie w CF Pachuca powrócił do Chivas, gdzie jednak pozostawał piłkarzem rezerwowym, podobnie jak w następnym klubie – Puebla FC. Wiosną 2003 odszedł do drugoligowego Lagartos de Tabasco, gdzie zakończył piłkarską karierę w wieku 35 lat, w międzyczasie będąc przez rok zawodnikiem Delfines de Coatzacoalcos, także z drugiej ligi.

## Kariera reprezentacyjna
W 1992 roku Romero został powołany do reprezentacji Meksyku U–23 na Igrzyska Olimpijskie w Barcelonie, gdzie wystąpił w jednym spotkaniu, a jego kadra odpadła już w fazie grupowej.
W seniorskiej reprezentacji Meksyku Romero zadebiutował 1 lutego 1995 w wygranym 1:0 meczu towarzyskim z Urugwajem. Rozegrał cztery spotkania wchodzące w skład eliminacji do Mistrzostw Świata 1998, na które Meksykanie się zakwalifikowali. W 1997 roku został powołany przez selekcjonera Manuela Lapuente na turniej Copa América, gdzie był podstawowym zawodnikiem swojej ekipy, wystąpił w sześciu meczach i zajął z Meksykiem trzecie miejsce. Swój bilans reprezentacyjny Romero zamknął na czternastu rozegranych konfrontacjach, bez zdobytej bramki.

## Kariera trenerska
Karierę szkoleniową Romero rozpoczął jako asystent w swoim byłym klubie – Delfines de Coatzacoalcos, a w rozgrywkach 2009/2010 poprowadził skromny, czwartoligowy zespół Zapotlanejo. Przez półtora roku był trenerem trzecioligowca Delfines de Los Cabos, notując z nim dwanaście zwycięstw, dziewięć remisów i szesnaście porażek w 37 spotkaniach.